# Nether Heyford
Nether Heyford is een civil parish in het bestuurlijke gebied South Northamptonshire district, in het Engelse graafschap Northamptonshire met 1637 inwoners.
Het ligt langs de M1, het Grand Union Canal en de Nene (rivier).